# Marc Vuillemot
Pour les articles homonymes, voir Vuillemot.
Marc Vuillemot, né le 24 novembre 1957 à Toulon (Var), est un professeur et homme politique français. Il est maire de La Seyne-sur-Mer (Var) de 2008 à 2020, et membre du Parti socialiste de 1981 à 2018 puis de la Gauche républicaine et socialiste.

## Biographie
Marc Vuillemot est le fils d'une infirmière manipulatrice en radiologie au centre médico-social de La Seyne, et d'un technicien navigant pour la pose des câbles sous-marins. En 1974, il s'engage dans le militantisme associatif et l'année suivante, il préside ou s'investit dans diverses associations d'éducation populaire. En 1985, à 28 ans, il devient président de l'Office municipal de l'action socio-éducative (OMASE).
Il suit une scolarité tour à tour à l'école publique puis dans l'enseignement privé (Institution Sainte-Marie). Après avoir obtenu son baccalauréat, il étudie en classe préparatoire maths sup-biologie au lycée Thiers, à Marseille, période au cours de laquelle il devient militant syndical. En 1981, il adhère au Parti socialiste unifié (PSU) puis en 1985 au Parti socialiste (PS). Il abandonne ses études scientifiques et entre à l'École normale d'instituteurs de Draguignan, puis il fait une spécialisation à l'École normale d'Aix-en-Provence pour l'éducation des enfants et des adolescents déficients ou inadaptés. Il est alors affecté au collège Henri-Wallon à La Seyne, au sein d'une zone d'éducation prioritaire, où il exerce pendant trente ans jusqu'à son élection à la mairie de La Seyne.
Marc Vuillemot est veuf et père de deux enfants.
Candidat aux élections municipales de 2008 à la tête d'une liste d'union rassemblant le PS, Les Verts, le MRC, le PCF, le Partit occitan et le PRG, il est élu à la mairie de La Seyne le 16 mars 2008 avec 50,6 % des voix et succède à Arthur Paecht le 21 mars suivant. Réélu au second tour le 30 mars 2014 avec 40,1 % des suffrages dans le cadre d'une triangulaire, à la tête d'une liste rassemblant les mêmes partis qu'en 2008 auxquels s'est joint le Nouveau parti anticapitaliste. Défendant depuis toujours les motions présentées par l'aile gauche du PS lors des congrès, il est considéré comme faisant partie des frondeurs.
Le 1er août 2011, il entame un périple à vélo électrique entre La Seyne-sur-Mer et Paris, , afin d'alerter l'opinion publique sur la situation de la maternité de l'hôpital intercommunal George-Sand de La Seyne-sur-Mer qui doit être fusionnée à celle de Toulon-Font-Pré, dans le cadre du futur hôpital Sainte-Musse de Toulon.
En octobre 2018, il quitte le PS et rejoint le mouvement Alternative pour un programme républicain, écologiste et socialiste (APRÉS), créé par Marie-Noëlle Lienemann et Emmanuel Maurel, qui devient quatre mois plus tard la Gauche républicaine et socialiste.
Il est battu par Nathalie Bicais (LR) aux élections municipales de La Seyne-sur-Mer en juin 2020.

## Détail des fonctions et des mandats
- de 1993 à 1995 et de 2001 à 2008 : conseiller municipal d'opposition à La Seyne-sur-Mer ;
- de 1995 à 2001 : adjoint au maire de La Seyne-sur-Mer ;
- de 2008 à 2020 : maire de La Seyne-sur-Mer ;
- de 2008 à 2020 : 11e vice-président de la communauté d'agglomération Toulon Provence Méditerranée devenue métropole au 1er janvier 2018 ;
- de 2010 à 2015 : conseiller régional de Provence-Alpes-Côte d'Azur ;
- de 2015 à 2020 : président de l'Association des maires ville et banlieue de France.

## Distinctions et décorations
- Médaille de la jeunesse, des sports et de l'engagement associatif (argent)
- Chevalier de l'ordre national du Mérite, 2014[8].